# Бернем
Бернем (на нидерландски: Beernem) е селище в Северозападна Белгия, окръг Брюге на провинция Западна Фландрия. Населението му е около 14 600 души (2006).